# Papilio dardanus
Papilio dardanus Brown, 1776, è un lepidottero appartenente alla famiglia Papilionidae, diffuso nell'Africa subsahariana.

## Descrizione

### Adulto
Nella femmina si possono incontrare due forme distinte: una non mimetica, molto simile al maschio per livrea e dimensioni, ed una mimetica, marcatamente polimorfica (vedi più sotto).
Nell'ala anteriore, la zona apicale e la fascia marginale sono molto scure, quasi nere, tranne per due macchie puntiformi biancastre in posizione subapicale. La costa è bordata di nero nel maschio, mentre nella femmina non mimetica mostra una banda scura nella metà basale, che devia lievemente verso il centro dell'ala. L'ala posteriore rivela, nel maschio come nella femmina non mimetica, una colorazione di fondo biancastra con macchie nere irregolari sul termen e sul tornus, oltre a una propaggine a "coda di rondine" nella parte posteriore. La pagina inferiore delle ali è essa stessa piuttosto variabile, ma in generale tende a tonalità più sfumate e vicine all'ocra chiaro.
Capo, torace e addome appaiono molto scuri o neri, con l'addome molto assottigliato.
Le antenne sono lievemente clavate, ed hanno una lunghezza pari a circa la metà della costa.
L'apertura alare varia tra 90 e 108 mm.

### Uovo
Le uova sono sferoidali e prive di scanalature. Vengono solitamente deposte singolarmente in prossimità delle foglie della pianta ospite.

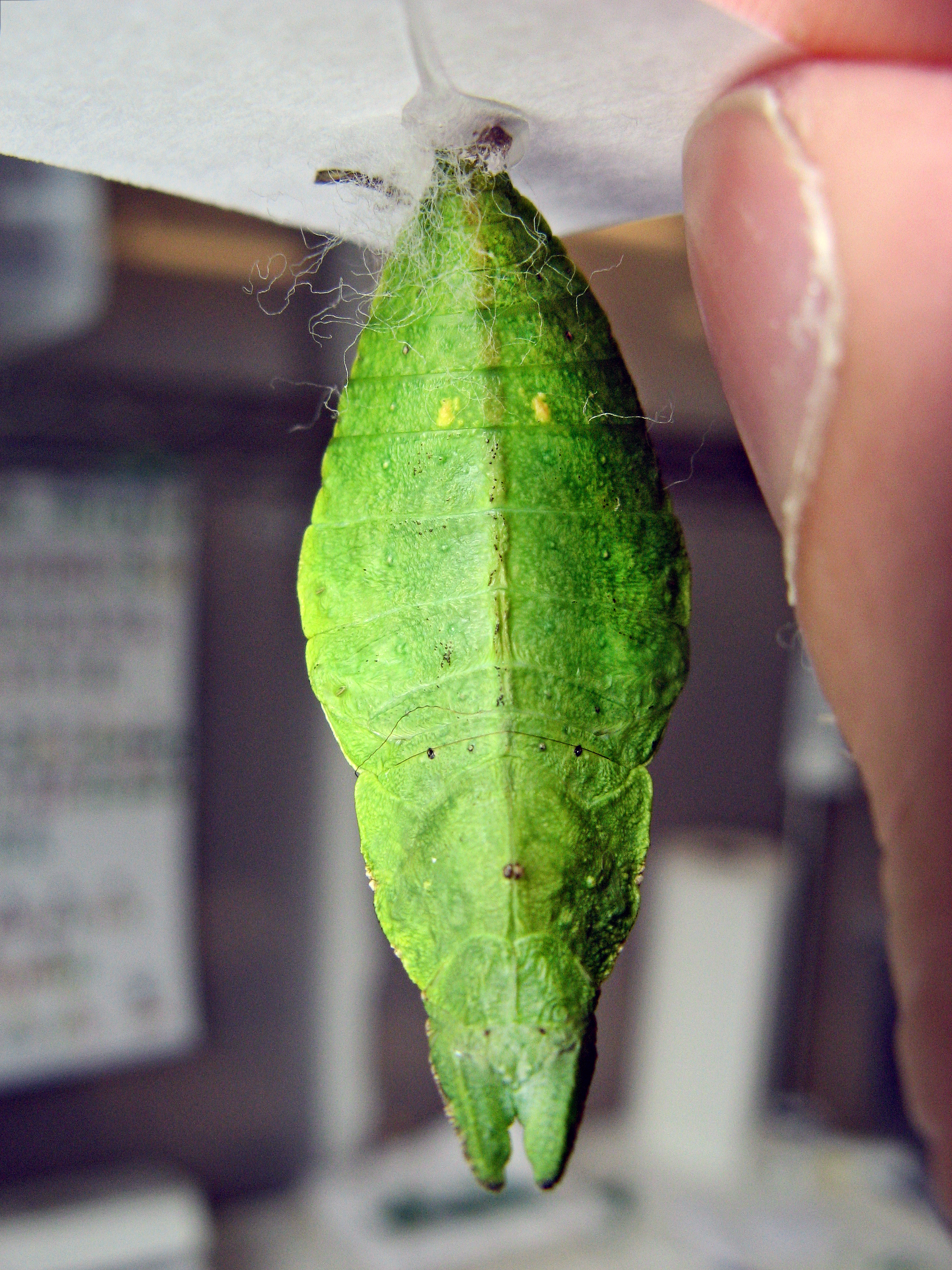
La pupa

### Larva
Il bruco appare tozzo e di colorazione verde, con disegni bianchi ed un osmeterium rosso-aranciato, in grado di emettere una sostanza odorosa.

### Pupa
La crisalide è exarata e sorretta al substrato tramite un cremaster ed una cinta sericea che attraversa il torace.

### Mimetismo batesiano nelle femmine della specie

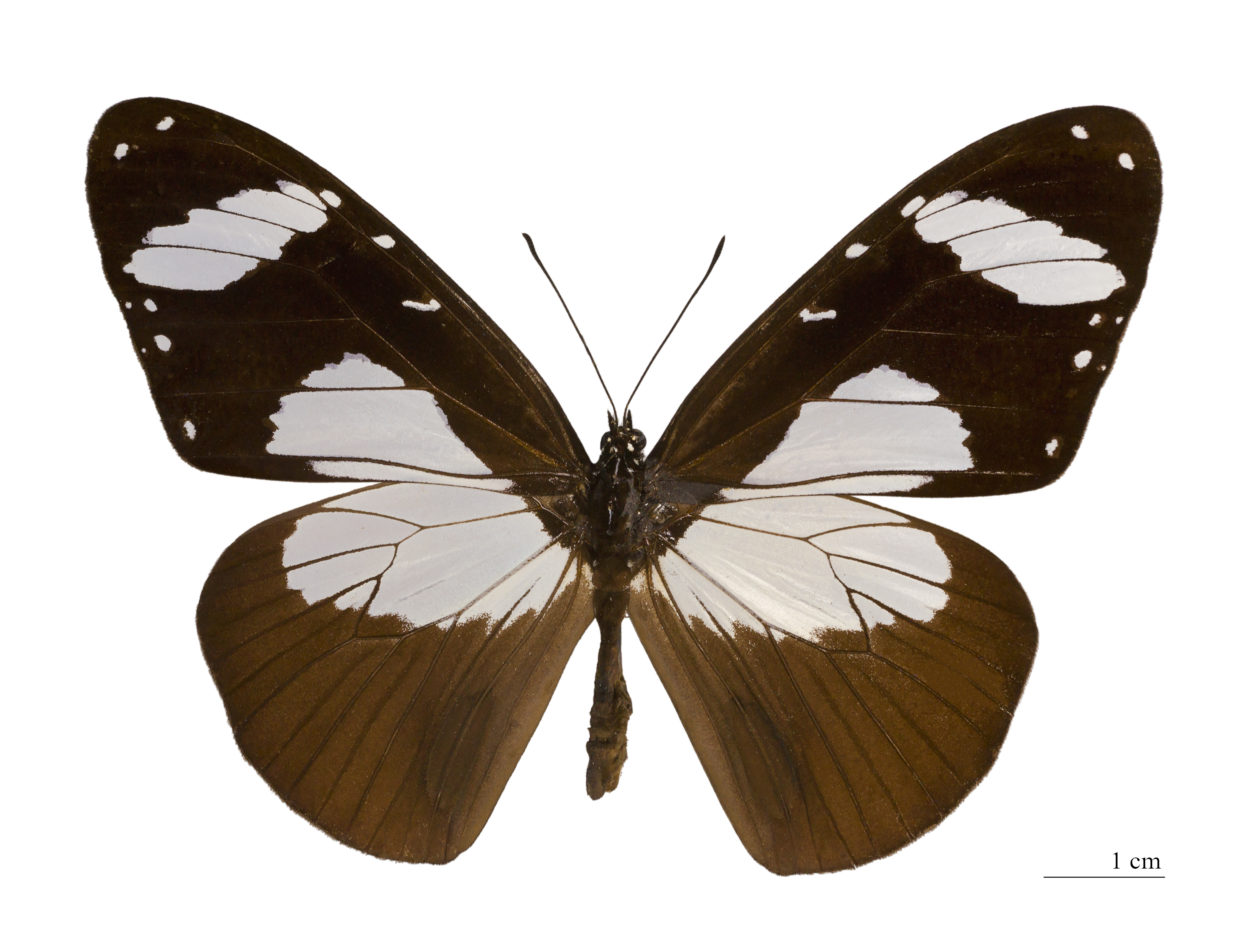
Il Ninfalide Amauris niavius, che viene imitato dalla femmina di Papilio dardanus

Mentre il maschio mantiene forma e colorazioni pressoché costanti in tutto l'areale, la femmina di Papilio dardanus può avere sia una forma non mimetica simile al maschio (andromorfa), sia un'altra contraddistinta da uno spiccato polimorfismo mimetico, arrivando ad assumere fino a sedici fenotipi differenti. Questa enorme variabilità, descritta per la prima volta da Roland Trimen nel 1869, è dovuta ad un singolo locus genico, che può presentare almeno undici diversi alleli, dando vita ad un classico esempio di pleiotropia in cui gli effetti di dominanza incompleta tra alleli sono alquanto complessi e diversificati.
La femmina può imitare molto fedelmente sia la forma, sia la colorazione di varie specie di farfalle dal sapore repellente (per esempio alcune Nymphalidae Danainae come Amauris echeria, Amauris niavius e Danaus chrysippus, oppure Heliconiinae come Acraea poggei), traendo così un vantaggio evolutivo dal fatto che i possibili predatori tendono ad evitarla, considerandola non appetibile (mimetismo batesiano).
L'evoluzione di tutte queste forme è considerata un esempio di selezione diversificante, mentre la loro co-esistenza, in equilibrio dinamico con la forma non mimetica, viene spiegata col fatto che, sebbene quest'ultima non tragga vantaggi evolutivi nei confronti dei predatori, viene tuttavia favorita dai maschi all'atto dell'accoppiamento.
Un tale tipo di mimetismo batesiano, esclusivamente limitato alla femmina, non rappresenta un unicum neppure all'interno del genere Papilio, come dimostra il caso dell'asiatica Papilio memnon.

L'Ecozona afrotropicale

## Distribuzione e habitat
L'areale della specie si estende all'interno dell'Ecozona afrotropicale (locus typicus: Africa occidentale), comprendendo l'Angola, il Benin, il Burkina Faso, il Camerun, le Comore, il Congo, la Costa d'Avorio, l'Eritrea, l'Etiopia, il Gabon, il Ghana, la Guinea, la Guinea-Bissau, la Guinea Equatoriale (Isola di Bioko), il Kenya occidentale, la Liberia, il Madagascar, il Malawi, il Mozambico, la Nigeria, la Repubblica Centrafricana, la Repubblica Democratica del Congo, São Tomé e Príncipe, il Senegal, la Sierra Leone, la Somalia settentrionale, il Sudafrica, lo Swaziland, la Tanzania, il Togo, l'Uganda, lo Zambia settentrionale, lo Zimbabwe.
L'habitat è rappresentato dalla foresta tropicale e subtropicale.

## Biologia

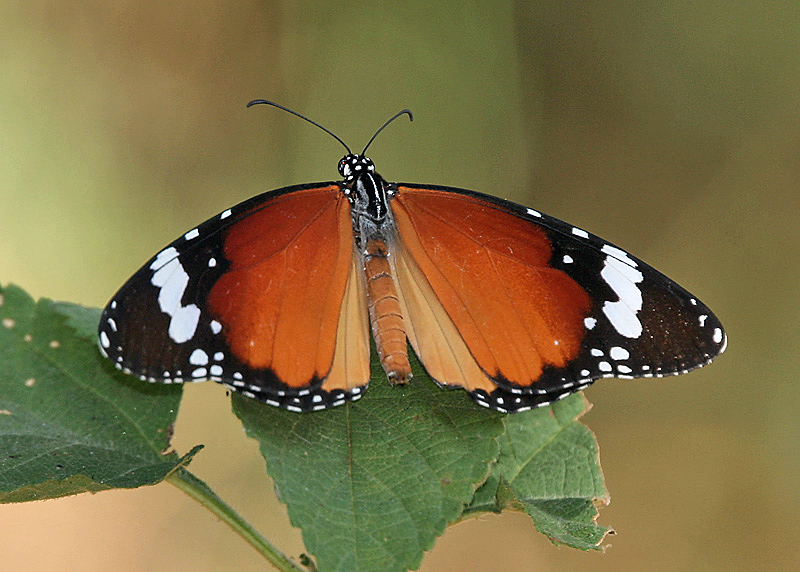
Danaus chrysippus, altra specie imitata dalla femmina di Papilio dardanus

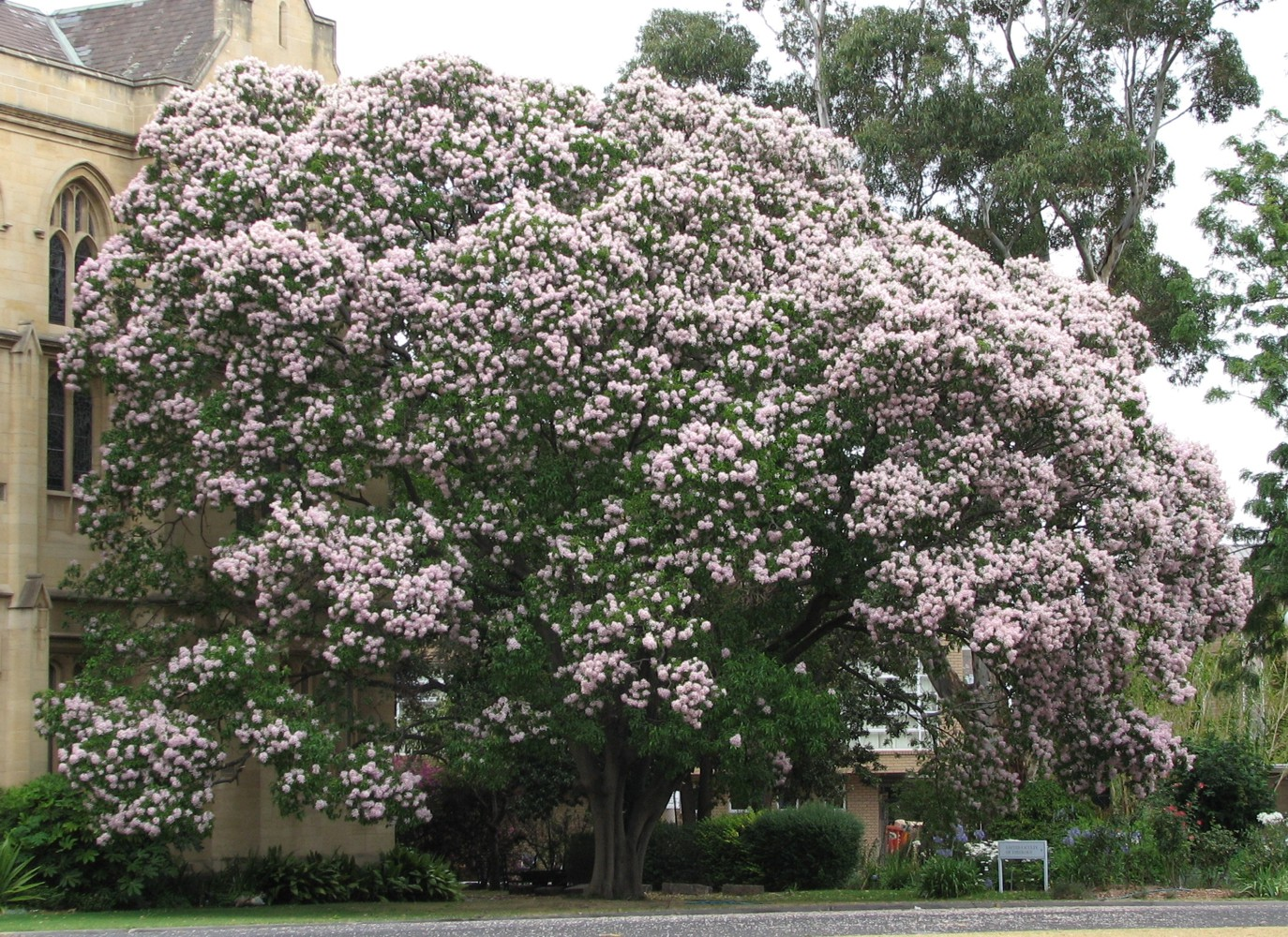
Calodendrum capense

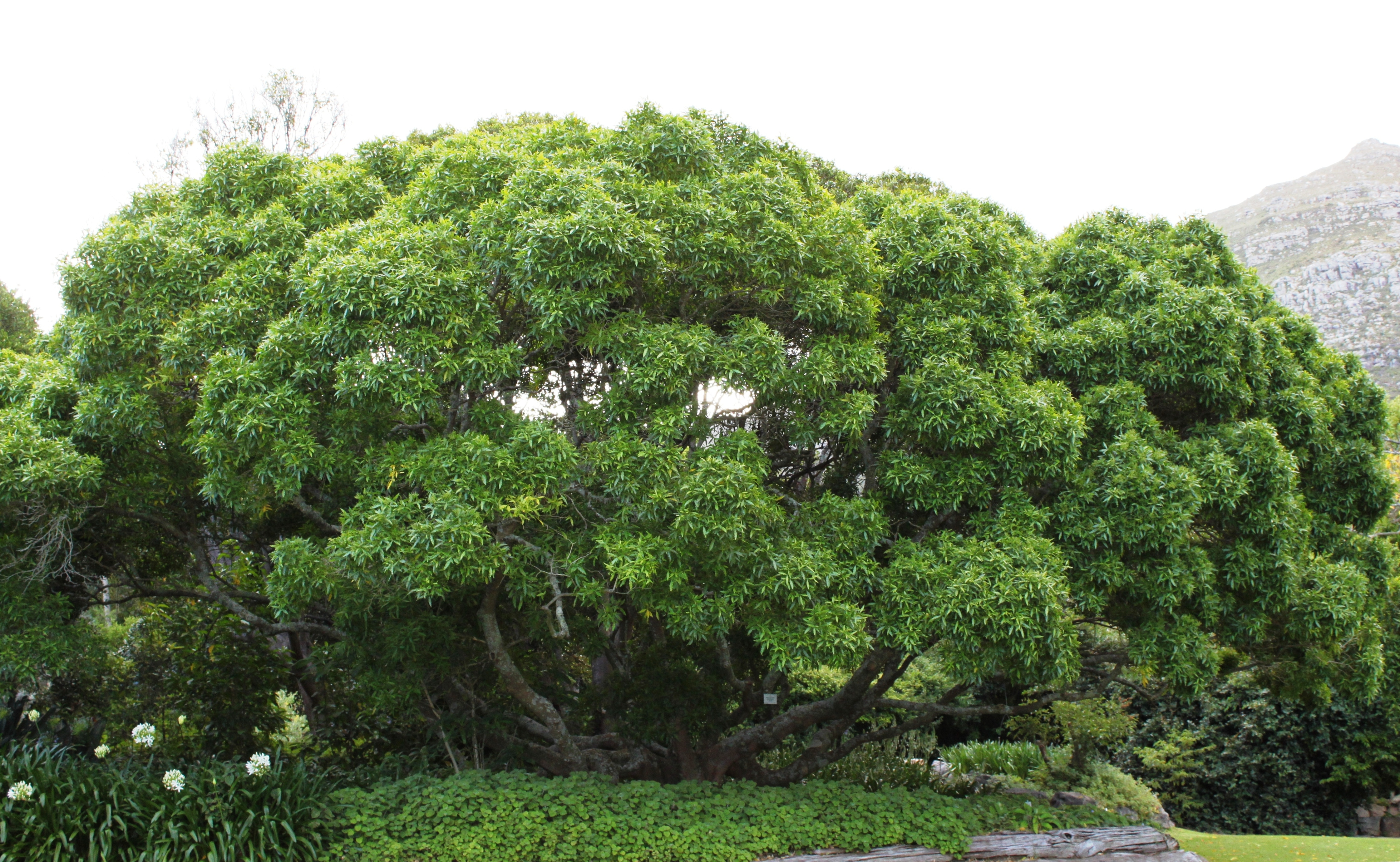
Vepris lanceolata

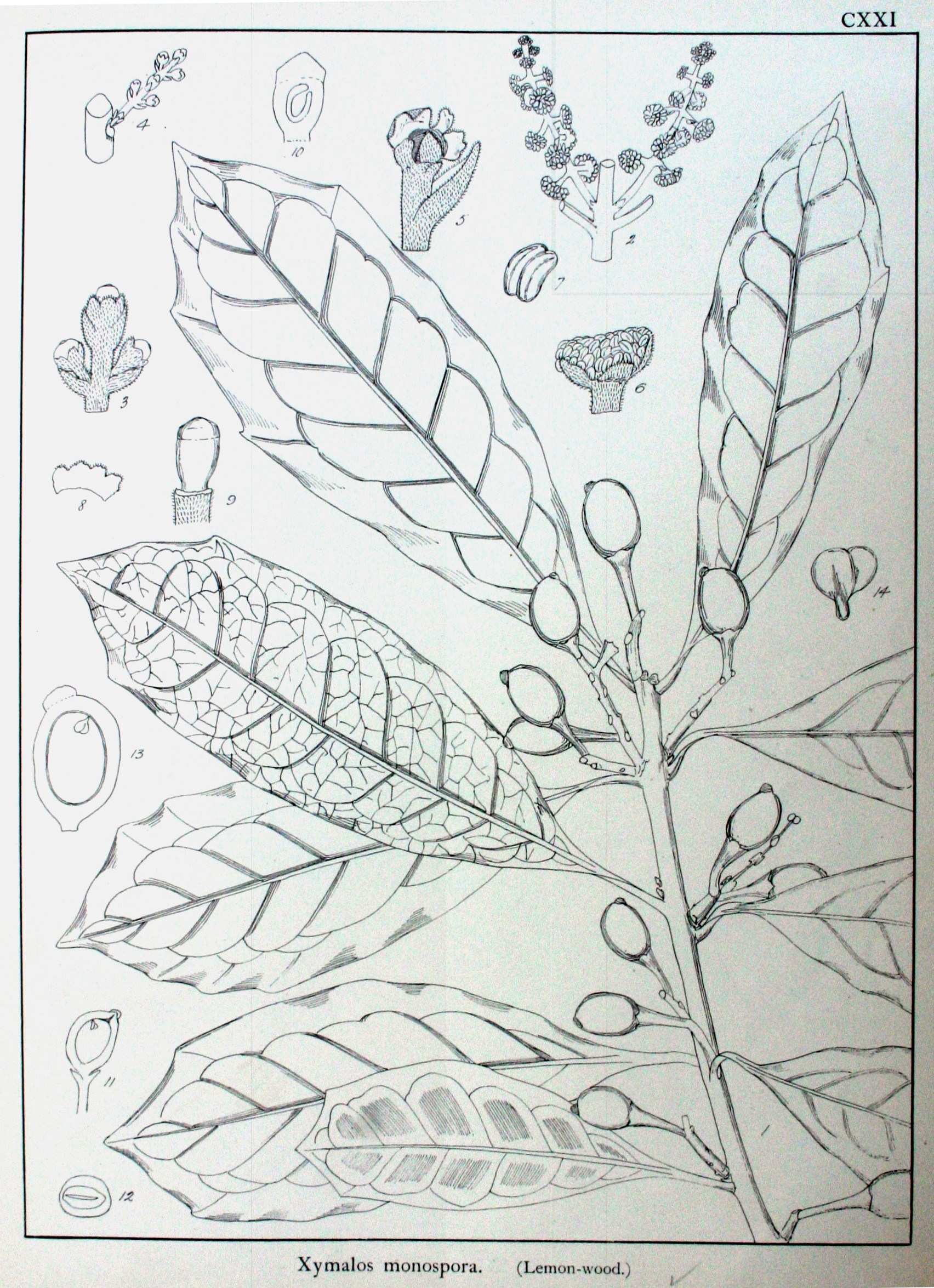
Tavola raffigurante le parti anatomiche di Xymalos monospora

La specie ha abitudini prettamente diurne.

### Periodo di volo
Gli adulti sono rinvenibili tutto l'anno nella fascia tropicale.

### Alimentazione
I bruchi si accrescono sulle foglie di svariate specie di Rutaceae, tra cui:
- Calodendrum capense (L.f.) Thunb.
- Citrus spp. L.
- Clausena anisata (Willd.) J.Hk. ex Benth.
- Oricia bachmannii (Engl.) Verdoorn
- Teclea natalensis (Sond.) Engl.
- Teclea nobilis Del.
- Teclea stuhlmanni Engl.
- Teclea villosa M.Taylor
- Toddalia asiatica (L.) Lam.
- Vepris eugeniifolia (Engl.) Verdoorn
- Vepris lanceolata (Lam.) G.Don
- Xymalos monospora Harv.-Baill. ex Warr.
- Zanthoxylum spp. L.

## Tassonomia
Allo stato attuale vengono riconosciute tredici sottospecie; per ciascuna di queste vengono riportati di seguito i sinonimi (incluse forme e varietà):
- Papilio dardanus dardanus Brown, 1776 - New Illust. Zool.: 51 - Locus typicus: Africa occidentale[1]

- Papilio brutus Fabricius, 1781 - Spec. Ins. 2 : 13 (preocc. Papilio brutus Cramer, 1779) - Locus typicus: "in Africa aequinoctiali" (Africa occidentale)
- Papilio dardanus ♀-f. ceneispila Le Cerf, 1924 - Bull. Hill. Mus. 1 (3) : 374 - Locus typicus: Uganda
- Papilio dardanus ab. crocotus Poulton, 1923 - Proc. ent. Soc. Lond. 1923: xlvii - Locus typicus: Forêt du Poste de Borabo, Regione dell'Alto Sassandra, Costa d'Avorio
- Papilio dardanus f. fagerskioldi Bryk, 1928 - Soc. Ent. 43: 13 - Locus typicus: Uganda, Mpolegoma
- Papilio dardanus ♂-f. latemarginatus Schultze, 1913 - Ent. Rundsch. 30 (9): 49 - Locus typicus: San Carlos Süd
- Papilio dardanus f.ab. niobe Aurivillius, 1899 - K. svenska VetenskAkad. Handl. 31 (5) : 465
- Papilio dardanus f.ab. nioboides Aurivillius, 1899 - K. svenska VetenskAkad. Handl. 31 (5) : 465
- Papilio dardanus ab. obscura McLeod & McLeod, 2004 - Ent. Rec. J. var. 116 (2): 60
- Papilio dardanus f. semimelas Basquin & Turlin, 1986 - Bull. Soc. Sci. Nat. (49): 22 - Locus typicus: Repubblica Centrafricana, Bangui
- Papilio dardanus ♀-f. sirius Reuss, 1921 - Ent. Rundsch. 38: 23
- Papilio dardanus f.ab. trophonissa Aurivillius, 1907 - Ark. Zool. 3 (23): 2 - Locus typicus: regione del fiume Ituri, Congo orientale
- Papilio dardanus benio Suffert, 1904 - Dt. Ent. Z. Iris 17 (1): 91 - Locus typicus: Camerun, Barombi station; Angola (Kabinda), Chinchoxo
- Papilio dardanus dardanus ab. bipunctata Dufrane, 1933 - Lambillionea 33: 165 - Locus typicus: Congo Belga
- Papilio dardanus dardanus ♀-f. completa Dufrane, 1946 - Bull. Ann. Soc. Ent. Belg. 82: 102 - Locus typicus: Congo Belga
- Papilio dardanus dardanus ♀-f. dawanti Dufrane, 1946 - Bull. Ann. Soc. Ent. Belg. 82: 102 - Locus typicus: Congo Belga, Luébo, Kasai
- Papilio dardanus dardanus ab. divisa Dufrane, 1933 - Lambillionea 33: 165 - Locus typicus: Camerun, Édéa
- Papilio dardanus dardanus ♀-f. extrema Dufrane, 1946 - Bull. Ann. Soc. Ent. Belg. 82: 103 - Locus typicus: Congo Belga, Luébo, Kasai
- Papilio dardanus dardanus ♀-f. impunctata Dufrane, 1946 - Bull. Ann. Soc. Ent. Belg. 82: 102 - Locus typicus: Congo Belga, Luébo, Kasai
- Papilio dardanus dardanus ♀-f. jottrandi Dufrane, 1946 - Bull. Ann. Soc. Ent. Belg. 82: 102 - Locus typicus: Congo Belga, Luébo, Kasai
- Papilio dardanus dardanus ab. paradoxa Dufrane, 1946 - Bull. Ann. Soc. Ent. Belg. 82: 102 - Locus typicus: Congo, Luébo
- Papilio dardanus dardanus ab. punctata Dufrane, 1933 - Lambillionea 33: 165 - Locus typicus: Congo Belga
- Papilio dardanus dardanus ♀-f. subpunctata Dufrane, 1946 - Bull. Ann. Soc. Ent. Belg. 82: 102 - Locus typicus: Congo Belga, Luébo, Kasai
- Papilio dardanus heimsi Suffert, 1904 - Dt. Ent. Z. Iris 17 (1) : 90 - Locus typicus: Camerun, Victoria
- Papilio dardanus polytrophus ♀ f. alluaudi Boullet & Le Cerf, 1912 - Bull. Soc. ent. Fr. 1912: 141 - Locus typicus: Uganda occidentale, Provincia di Toro
- Papilio dionysos Doubleday, 1846 - in Doubleday & Westwood, Gen. diurn. Lep. (1): pl. 4, (1): 20 - Locus typicus: Africa occidentale
- Papilio hippocoon Fabricius, 1793 - Ent. Syst. 3 (1): 38 - Locus typicus: Sierra Leone
- Papilio merope Cramer, 1777 - Uitl. Kapellen 2 (9-16): 87 (preocc. Papilio merope Frabricius, 1775) - Locus typicus: Africa occidentale, "Java and Amboina" [errore]
- Papilio trophonius Westwood, 1842 - Ann. Mag. nat. Hist. 9 : 38 - Locus typicus: Africa occidentale tropicale
- Papilio westermannii Boisduval, 1836 - Hist. nat. Ins., Spec. gén. Lépid. 1 : 372 - Locus typicus: Costa della Guinea

- Papilio dardanus antinorii Oberthür, 1883 - Ann. Mus. Stor. nat. Genova 18: 711 - Locus typicus: Abissinia, Feleklek e Sciotalit (presente negli altopiani dell'Etiopia)[9]

- Papilio antinorii Oberthür, 1883 - Ann. Mus. Stor. nat. Genova 18: 711 - Locus typicus: Abissinia, Feleklek and Sciotalit
- Papilio antinorii f.ab. niavioides Kheil, 1890 - Dt. Ent. Z. Iris 3: 335 - Locus typicus: Abissinia, Korata sul Lago Tana
- Papilio antinorii f.ab. ruspinae Kheil, 1890 - Dt. Ent. Z. Iris 3: 336 - Locus typicus: Abissinia, Korata sul Lago Tana
- Papilio dardanus ♂-f. conjunctiflava Stoneham, 1951 - Butterflies of Western Kenya: 12 - Locus typicus: Abissinia sud-occidentale
- Papilio dardanus ♀-f. zaoditou Ungemach, 1932 - Mém. Soc. Sci. nat. phys. Maroc 32: 18 - Locus typicus: Etiopia, Oumbi
- Papilio dardanus antinorii var. alticola Boullet & Le Cerf, 1912 - Bull. Soc. ent. Fr. 1912: 141 - Locus typicus: Abissinia, Yumbo, Provincia di Gaba, 145m
- Papilio dardanus antinorii ♀-f. alameitu Gabriel, 1949 - Proc. R. ent. Soc. Lond. (B) 18: 212 - Locus typicus: Abissinia, Wallega Valley, Ghedo, 7.000 piedi
- Papilio dardanus antinorii f.m. aperta Mollet, 1975 - Bull. Soc. Ent. Fr. 80: 38 - Locus typicus: Etiopia, Guebre Mengist
- Papilio dardanus antinorii f.m. aurantiaca Mollet, 1975 - Bull. Soc. Ent. Fr. 80: 38 - Locus typicus: Etiopia, Metu
- Papilio dardanus antinorii f.m. cenaeoides Mollet, 1975 - Bull. Soc. Ent. Fr. 80: 38 - Locus typicus: Etiopia, Bedele
- Papilio dardanus antinorii f.m. depuncta Mollet, 1975 - Bull. Soc. Ent. Fr. 80: 38 - Locus typicus: Etiopia, Bedele
- Papilio dardanus antinorii f.m. extensinigra Mollet, 1975 - Bull. Soc. Ent. Fr. 80: 38 - Locus typicus: Etiopia, Yabelo
- Papilio dardanus antinorii f.m. immaculata Mollet, 1975 - Bull. Soc. Ent. Fr. 80: 38 - Locus typicus: Etiopia, Awasa
- Papilio dardanus antinorii f.m. lambornieoides Mollet, 1975 - Bull. Soc. Ent. Fr. 80: 38 - Locus typicus: Etiopia, Hossana
- Papilio dardanus antinorii f.m. niobeoides Mollet, 1975 - Bull. Soc. Ent. Fr. 80: 38 - Locus typicus: Etiopia, Hossana
- Papilio dardanus antinorii f.m. obscura Mollet, 1975 - Bull. Soc. Ent. Fr. 80: 38 - Locus typicus: Etiopia, Arba Minch
- Papilio dardanus antinorii f.m. obsoleta Mollet, 1975 - Bull. Soc. Ent. Fr. 80: 38 - Locus typicus: Etiopia, Bonga
- Papilio dardanus antinorii f.m. ornata Mollet, 1975 - Bull. Soc. Ent. Fr. 80: 38 - Locus typicus: Etiopia, Arba Minch
- Papilio dardanus antinorii f.m. parvicaudata Mollet, 1975 - Bull. Soc. Ent. Fr. 80: 38 - Locus typicus: Etiopia, Hossana
- Papilio dardanus antinorii f.m. rufomaculata Mollet, 1975 - Bull. Soc. Ent. Fr. 80: 38 - Locus typicus: Etiopia, Arba Minch
- Papilio dardanus antinorii f.m. salaamioides Mollet, 1975 - Bull. Soc. Ent. Fr. 80: 38 - Locus typicus: Etiopia, Bonga
- Papilio dardanus antinorii ab. seriata Storace, 1963 - Boll. Soc. ent. ital. 93: 28 - Locus typicus: Etiopia centrale, Scioa (zona di Ancòber), Mantek
- Papilio dardanus antinorii f.m. streckerioides Mollet, 1975 - Bull. Soc. Ent. Fr. 80: 38 - Locus typicus: Etiopia, Metu
- Papilio dardanus hodsoni Poulton, 1926 - Proc. ent. Soc. Lond. 1: 6 - Locus typicus: Abissinia sud-occidentale, fiume Got, 1.700 piedi, fiume Apeny, 1.700 piedi
- Papilio dardanus hodsoni ♀-f. weinholti Poulton, 1927 - Proc. ent. Soc. Lond. 2: 10 - Locus typicus: Gore, 6.600 piedi, Abissinia occidentale
- Papilio merope antinorii var. niavina Haase, 1891 - Bibl. zool. 4 (8): (2) - Locus typicus: Abissinia

- Papilio dardanus byatti Poulton, 1926 - Proc. ent. Soc. Lond. 1925 xlv (presente negli altopiani della Somalia settentrionale)
- Papilio dardanus cenea Stoll, 1790 - Aanhaangsel Werk, Uitl. Kapellen (2-5): 134 - Locus typicus: Päis des Caffres ( = Sudafrica) (presente anche nel Mozambico meridionale, nello Zimbabwe orientale ed in Swaziland)[10]

- Danais rechila Godart, 1819 - Encyclopédie Méthodique. 9 (1): 183 - Locus typicus: "Cafrerie"
- Papilio cenea Stoll, 1790 - Aanhaangsel Werk, Uitl. Kapellen (2-5): 134 - Locus typicus: "Päis des Caffres"
- Papilio cenea acene Suffert, 1904 - Dt. Ent. Z. Iris 17 (1) : 92 - Locus typicus: Transvaal
- Papilio cephonius Hopffer, 1865 - Stettin ent. Ztg 27 (1-3) : 132
- Papilio dardanus ♀-f. leighi Poulton, 1911 - Proc. ent. Soc. Lond. 1911: xxxviii - Locus typicus: Natal; Kenya Unyori, Nord-Est di Kisumu
- Papilio dardanus cenea ♀-f. aikeni van Son, 1956 - Ann. Transv. Mus. 22: 503 - Locus typicus: Transvaal settentrionale, boscaglia, Distretto di Pietersburg
- Papilio dardanus cenea ♂-f.indiv. extensiflava Le Cerf, 1924 - Bull. Hill. Mus. 1 (3): 378 - Locus typicus: Natal
- Papilio dardanus cenea ♀-f. hypolimnides Le Cerf, 1924 - Bull. Hill. Mus. 1 (3): 377 - Locus typicus: Pondoland occidentale
- Papilio dardanus cenea ♀-f. infuscata van Son, 1956 - Ann. Transv. Mus. 22: 503 - Locus typicus: Durban
- Papilio dardanus cenea ♀-f. natalica Le Cerf, 1924 - Bull. Hill. Mus. 1 (3): 377 - Locus typicus: Mozambico, Delagoa Bay
- Papilio dardanus cenea ♀-f. neocenea Stoneham, 1951 - Butterflies of Western Kenya: 10 - Locus typicus: Sudafrica
- Papilio dardanus cenea ♀-f. nigricans Storace, 1955 - Mem. Soc. ent. ital. 33: 124 - Locus typicus: Africa australe
- Papilio dardanus cenea ♀-f. radiata Reuss, 1921 - Ent. Rundsch. 38: 23
- Papilio dardanus cenea f. sylvicola van Son, 1949 - Transv. Mus. Mem. (3): 11 - Locus typicus: Foresta di Malta Forest, Distretto di Pietersburg, Transvaal; King William's Town; Mozambico, Delegoa Bay
- Papilio dardanus cenea ♀-f. transiens Storace, 1955 - Mem. Soc. ent. ital. 33: 124 - Locus typicus: Natal
- Papilio merope tibullus var. hippocoonides Haase, 1891 - Bibl. zool. 4 (8): 70 - Locus typicus: "Cap."

- Papilio dardanus figinii Storace, 1962 - Doriana 3 (129): 2 - Locus typicus: Eritrea centrale, Dorfù, 1500 m. s.l.m. (Zona delle pendici orientali, presso Asmara) (presente negli altopiani dell'Eritrea)

- Papilio dardanus antinorii ♀-f. protoniavioides Storace, 1962 - Boll. Soc. ent. ital. 92: 72 - Locus typicus: Dorfù in Eritrea (zona delle pendici orientali, presso Asmara, m. 1500 s.l.m.)
- Papilio dardanus antinorii ♀-f. vaccaroi Storace, 1947 - Ann. Mus. civ. Nat. Giacomo Doria 63: 116 - Locus typicus: Eritrea, Dorfù, m. 1500 s.m. (presso Asmara)
- Papilio dardanus figinii ♀-f. protomima Storace, 1962 - Doriana 3 (120): 3 - Locus typicus: Eritrea orientale presso Asmara (Dorfù) [Ethiopia]

- Papilio dardanus flavicornis Carpenter, 1947 - Proc. R. Ent. Soc. Lond. (B) 16: 55 - Locus typicus: Kenya settentrionale, Monte Kulal
- Papilio dardanus humbloti Oberthür, 1888 - Bull. Soc. ent. Fr. (6) 8: 40 - Locus typicus: Grande Comore[11]
- Papilio dardanus meriones C. & R. Felder, 1865 - Reise Fregatte Novara, Bd 2 (Abth. 2) (1): 95 - Locus typicus: Madagascar, Provincia di Toamasina[12]

- Papilio dardanus meriones ♂-f.indiv. palaeotypus Le Cerf, 1924 - Bull. Hill. Mus. 1 (3): 379 - Locus typicus: Madagascar, Maroansetra

- Papilio dardanus meseres Carpenter, 1948 - Proc. R. Ent. Soc. Lond. (B) 17: 14 - Locus typicus: Kenya Colony, South Kavirondo, Suna (presente in Uganda, Kenya nordoccidentale, e Tanzania)

- Papilio dardanus ♀-f. acenides Le Cerf, 1924 - Bull. Hill. Mus. 1 (3) : 375 - Locus typicus: Tanzania, Foresta di Mabira; Uganda
- Papilio dardanus ♀-f. carpenteri Poulton, 1929 - Trans. ent. Soc. Lond. 77: 500 - Locus typicus: Kakindu Hill, Tanganica, lat. 1° 10'S., long. 31° 30'E, circa 30 miglia a ovest del Lago Vittoria; Uganda
- Papilio dardanus ♀-f. dionysoides Aurivillius, 1907 - Ark. Zool. 3 (23): 1 - Locus typicus: Kibara, presso l'isola Ukerewe nel Lago Vittoria
- Papilio dardanus ♀-f. dominicanoides Stoneham, 1933 - Bull. Stoneham Mus. (15): [2] - Locus typicus: Kenya Colony, Soy
- Papilio dardanus ♀-f. epiplanemoides Stoneham, 1934 - Bull. Stoneham Mus. (19): [2] - Locus typicus: Kenya Colony, foresta di Kakamega
- Papilio dardanus ♀-f. hippocoonatus Stoneham, 1933 - Bull. Stoneham Mus. (15): [2] - Locus typicus: Kenya Colony, Kitale
- Papilio dardanus ♀-f. mixtus Aurivillius, 1907 - Ark. Zool. 3 (23): 4 - Locus typicus: Africa orientale (a Nord-Est di Nyanza]
- Papilio dardanus ♀-f. pemtolipus Aurivillius, 1907 - Ark. Zool. 3 (23): 2 - Locus typicus: Kibara
- Papilio dardanus ♀-f. planematus Stoneham, 1934 - Bull. Stoneham Mus. (19): [2] - Locus typicus: Kenya Colony, foresta di Kakamega
- Papilio dardanus ♀-f. swynnertoni Poulton, 1929 - Trans. ent. Soc. Lond. 77: 500 - Locus typicus: Unyori (Nyangori), a nord-est di Kisumu
- Papilio dardanus ♂-f. xanthocaudatus Stoneham, 1932 - Bull. Stoneham Mus. (13): 1 - Locus typicus: Kitale
- Papilio dardanus xanthocaudatus ♀-f. briani Stoneham, 1944 - Bull. Stoneham Mus. (48): [2] - Locus typicus: Kenya Colony, Kitale
- Papilio merope ♀-f. planemoides Trimen, 1904 - Proc. ent. Soc. Lond. 1903 : xli [41] - Locus typicus: Distretto di Kavirondo-Nandi nel Protettorato Britannico dell'Uganda; Angola

- Papilio dardanus ochraceana Vane-Wright, 1995 - in Ackery, Smith & Vane-Wright, Carcasson's African Butterflies: 144 - Locus typicus: Kenya, Monte Marsabit (presente anche sul monte Nyiru)

- Papilio dardanus cenea ochracea ♀-f. ochracea Poulton, 1924 - Proc. ent. Soc. Lond. 1924: xxvii [27], Locus typicus: Marsabit, sudest del Lago Rodolfo
- Papilio dardanus ochracea Carpenter, 1948 - Proc. R. Ent. Soc. Lond. (B) 17: 16 (preocc. Papilio woodfordi var. ochracea Ribbe, 1897) - Locus typicus: Marsabit
- Papilio dardanus ochracea ♀-f. atavica Storace, 1955 - Mem. Soc. ent. ital. 33: 123 - Locus typicus: Marsabit, 4.500 piedi, Provincia Nordorientale (Kenya)

- Papilio dardanus polytrophus Rothschild & Jordan, 1903 - Novit. Zool. 10 (3) : 488 - Locus typicus: Faglia di Kikuyu, Africa Orientale Britannica (presente negli altopiani del Kenya, a est della Rift Valley)[13]

- Papilio dardanus ♀-f. ariadne Stoneham, 1951 - Butterflies of Western Kenya: 11
- Papilio dardanus ♀-f. babingtonia Stoneham, 1951 - Butterflies of Western Kenya: 9
- Papilio dardanus ♀-f. harmonia Stoneham, 1951 - Butterflies of Western Kenya: 11
- Papilio dardanus ♀-f. jeanneli Le Cerf, 1912 - Bull. Soc. Ent. Fr. 1912: 290 - Locus typicus: Africa Orientale Britannica, Kijabé, 2.100 m, nella faglia di Kikuyu
- Papilio dardanus ♀-f. millari Stoneham, 1951 - Butterflies of Western Kenya: 9
- Papilio dardanus ♂-f. nairobianus Stoneham, 1932 - Bull. Stoneham Mus. (13): 2 - Locus typicus: Kenya Colony, Nairobi
- Papilio dardanus var. polytrophus f. astarte Bryk & Peebles, 1932 - Mitt. Dt. Ent. Ges. 3: 10 - Locus typicus: Elmenteita, Kenya Colony
- Papilio dardanus var. polytrophus f. protocenea Bryk & Peebles, 1932 - Mitt. Dt. Ent. Ges. 3: 10 - Locus typicus: Elmenteita, Kenya Colony
- Papilio dardanus var. polytrophus f. punctimargo Le Cerf, 1912 - Bull. Soc. Ent. Fr. 1912: 336 - Locus typicus: Africa Orientale Britannica, Kijabé, 2.100 m, nella faglia di Kikuyu
- Papilio dardanus ♀-f. poultoni Ford, 1936 - Trans. R. Ent. Soc. Lond. 85: 465 - Locus typicus: Kenya Colony, Nairobi
- Papilio dardanus ♀-f. speciosa Le Cerf, 1912 - Bull. Soc. Ent. Fr. 1912: 290 - Locus typicus: Africa Orientale Britannica, Kijabé, 2.100 m, nella faglia di Kikuyu
- Papilio dardanus nairobianus ♀-f. akechia Stoneham, 1951 - Butterflies of Western Kenya: 8 - Locus typicus: Nairobi
- Papilio dardanus nairobianus ♀-f. akechiana Stoneham, 1951 - Butterflies of Western Kenya: 10
- Papilio dardanus nairobianus ♀-f. neria Stoneham, 1951 - Butterflies of Western Kenya: 8
- Papilio dardanus nairobianus ♀-f. neriana Stoneham, 1951 - Butterflies of Western Kenya: 11
- Papilio dardanus polytrophus ♀-f. acenoides Reuss, 1921 - Ent. Rundsch. 38: 24
- Papilio dardanus polytrophus ♀-f. albescens Reuss, 1921 - Ent. Rundsch. 38: 23
- Papilio dardanus polytrophus ♀-f. hippocooninus Reuss, 1921 - Ent. Rundsch. 38: 23
- Papilio dardanus polytrophus ♀-f. mixtoides Reuss, 1921 - Ent. Rundsch. 38: 24
- Papilio dardanus polytrophus ♀-f. nigrescens Reuss, 1921 - Ent. Rundsch. 38: 23
- Papilio dardanus polytrophus ♀-f. trophonoides Reuss, 1921 - Ent. Rundsch. 38: 24
- Papilio dardanus tibullus ♀-f. dorippoides Trimen, 1909 - Trans. ent. Soc. Lond. 1908 (3): 554 - Locus typicus: Nairobi

- Papilio dardanus sulfurea Palisot de Beauvois, 1806 - Ins. Afr. Amer.: 46, pl. 1, - Locus typicus: Príncipe (São Tomé e Príncipe)[14]

- Papilio dardanus storacei Gauthier, 1984 - Ent. Zs. 94: 314 - Locus typicus: Bioko centrale, 1.500 m
- Papilio dardanus sulphureus Bernardi, Pierre & Nguyen, 1985 - Bull. Soc. Ent. Fr. 90: 1109

- Papilio dardanus tibullus Kirby, 1880 - Proc. R. Dublin Soc. (2) 2: 339 - Locus typicus: Zanzibar (presente in Kenya orientale, Tanzania orientale, Malawi e Zambia)[15]

- Papilio boosi Suffert, 1904 - Dt. Ent. Z. Iris 17 (1): 89 - Locus typicus: Dar-es-Salaam
- Papilio cenea discopunctatus Suffert, 1904 - Dt. Ent. Z. Iris 17 (1): 92 - Locus typicus: Africa Orientale Tedesca
- Papilio cenea maculatus Suffert, 1904 - Dt. Ent. Z. Iris 17 (1): 91 - Locus typicus: Africa Orientale Tedesca
- Papilio cenea salaami Suffert, 1904 - Dt. Ent. Z. Iris 17 (1): 92 - Locus typicus: Dar-es-Salaam
- Papilio dardanus ♀-f. melanoleuca Stoneham, 1951 - Butterflies of Western Kenya: 8 - Locus typicus: Bamburi, costa del Kenya
- Papilio dardanus ♀-f. mombasicus Stoneham, 1951 - Butterflies of Western Kenya: 3 - Locus typicus: Protettorato del Kenya, Mombasa
- Papilio dardanus var. tibullus ab. gomia Strand, 1911 - Dt. Ent. Z. Iris 25 (10/11): 121 - Locus typicus: Gomja
- Papilio dardanus ♀-f. trimeni Poulton, 1906 - Trans. Ent. Soc. Lond. 1906 (2): 283 - Locus typicus: Zanzibar; Faglia di Kikuyu, Africa Orientale Britannica
- Papilio dardanus tibullus ♀-f. lamborni Poulton, 1918 - in Eltringham, Trans. ent. Soc. Lond. 1917 (2-4): 335 - Locus typicus: Ufiomi, 35° 50'E, 4° 16'S

## Iconografia

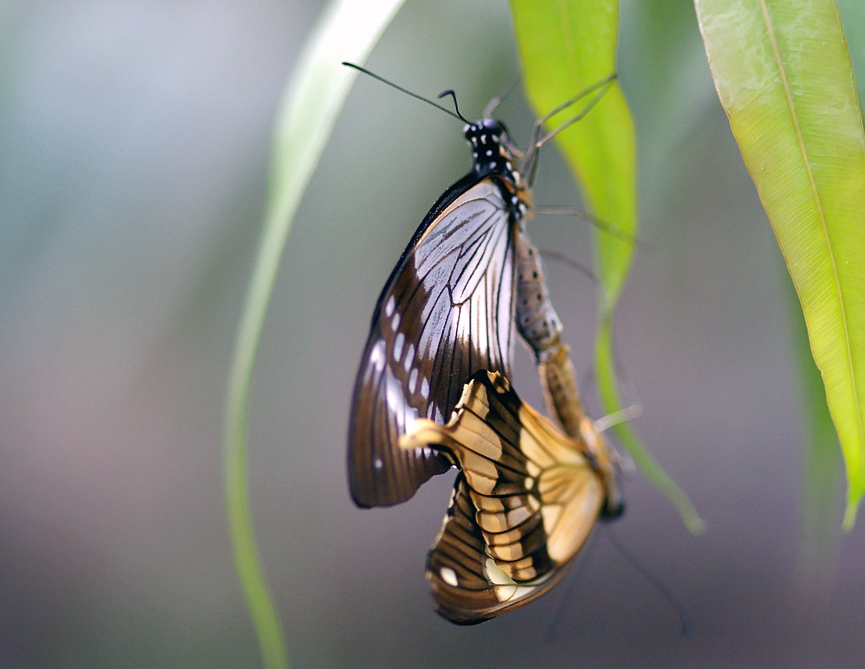
Accoppiamento
- Emersione dell'adulto
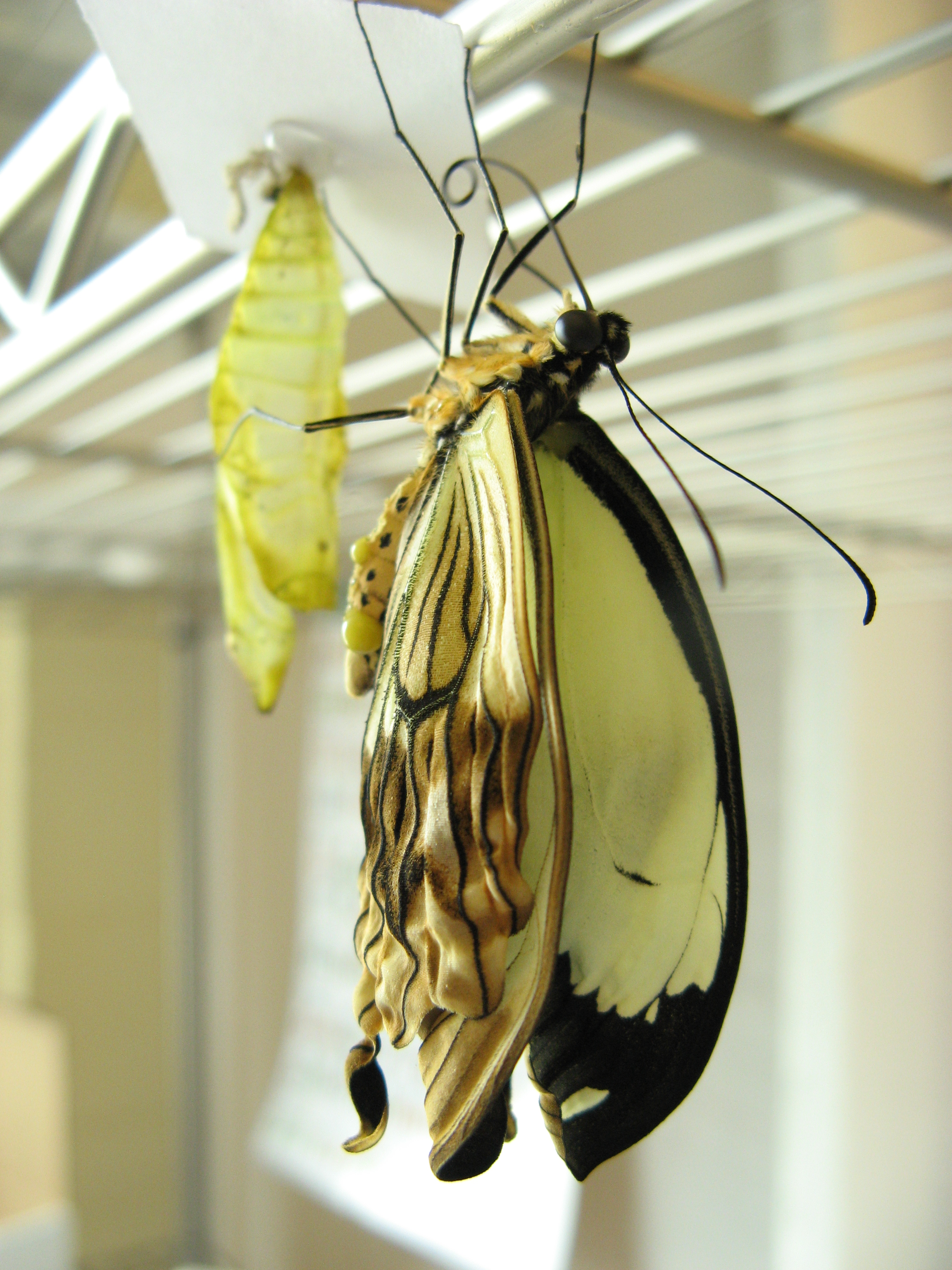
Adulto appena emerso
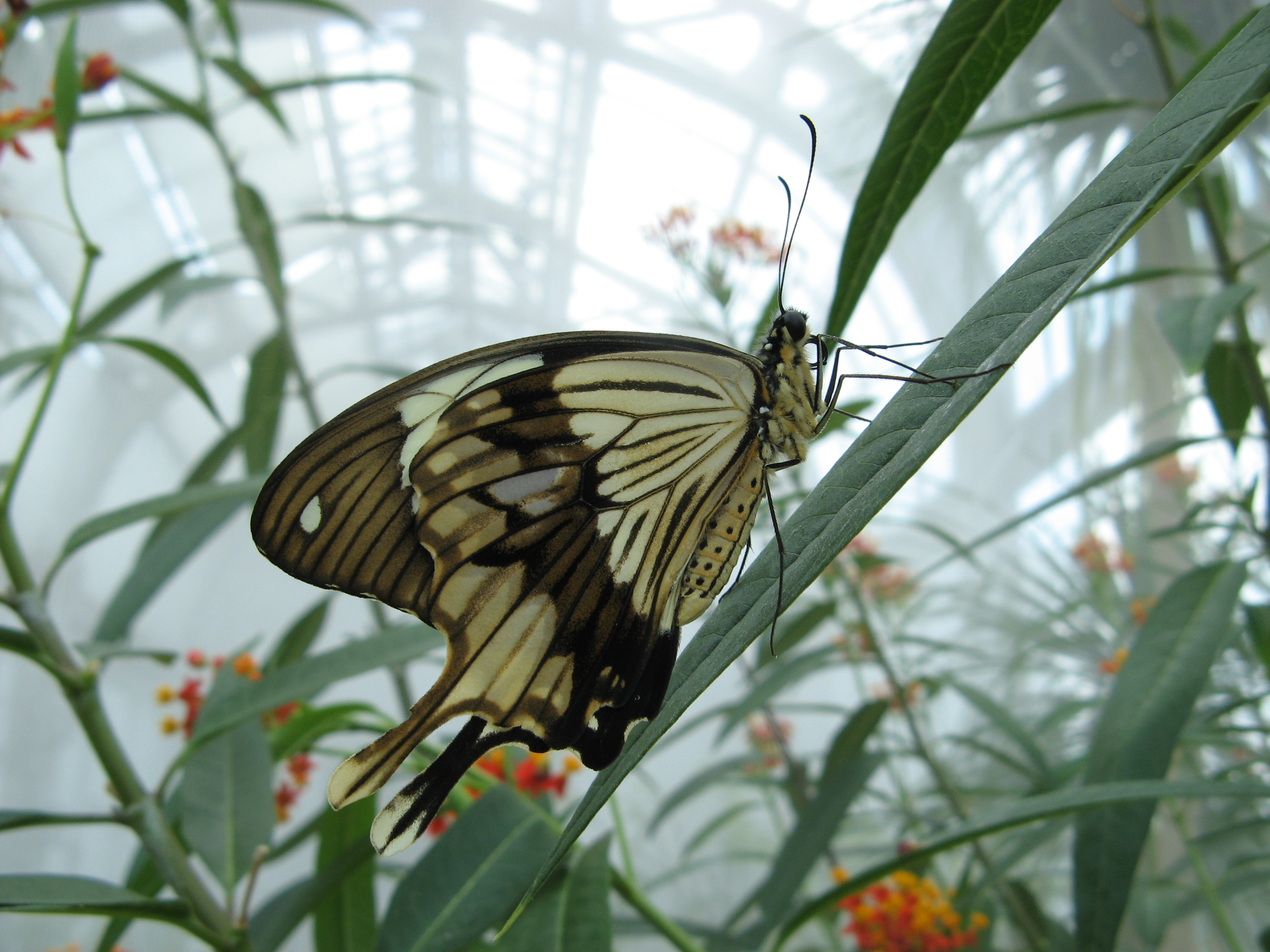
Adulto
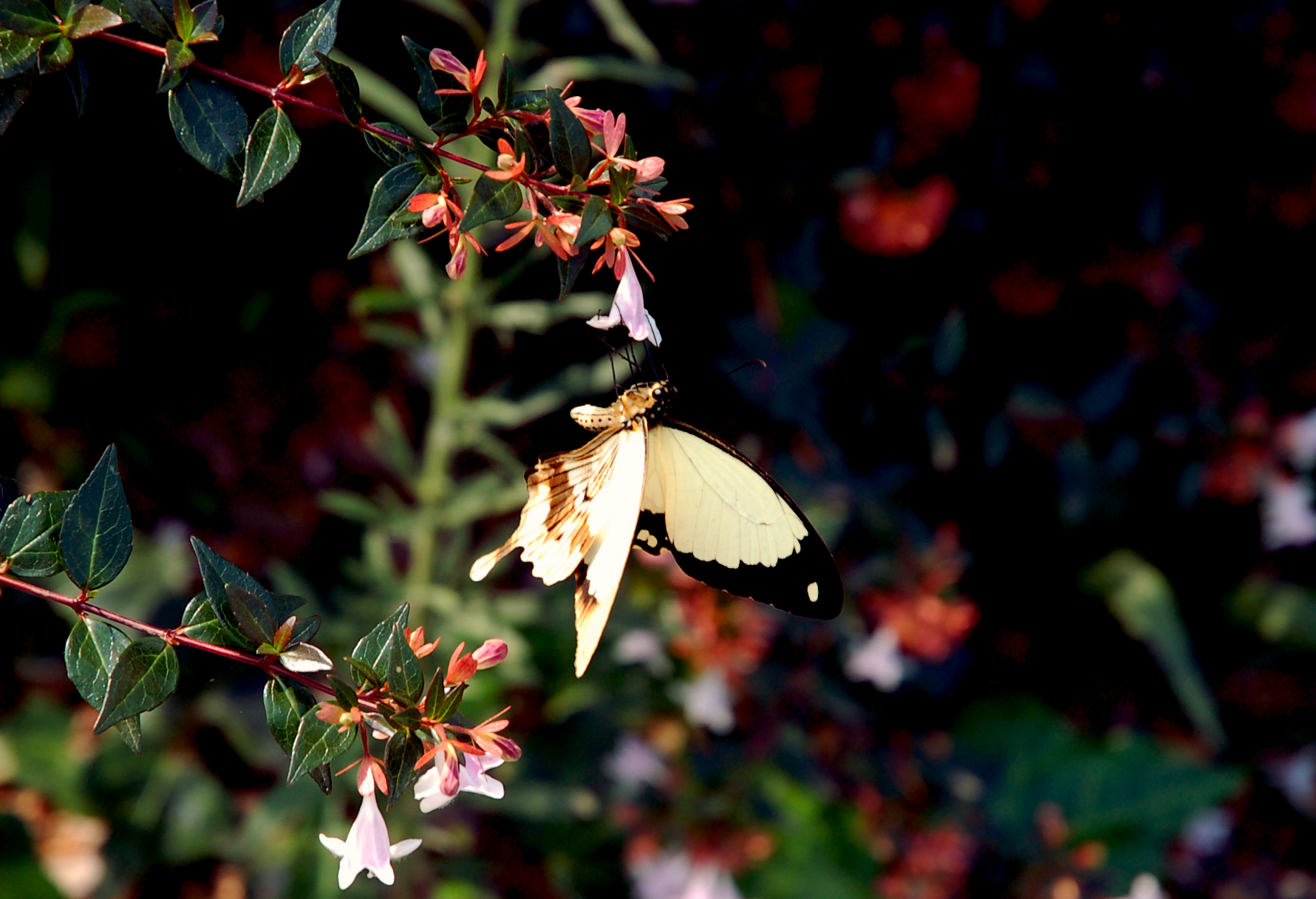
Il lepidottero su un fiore in Natal (Sudafrica)
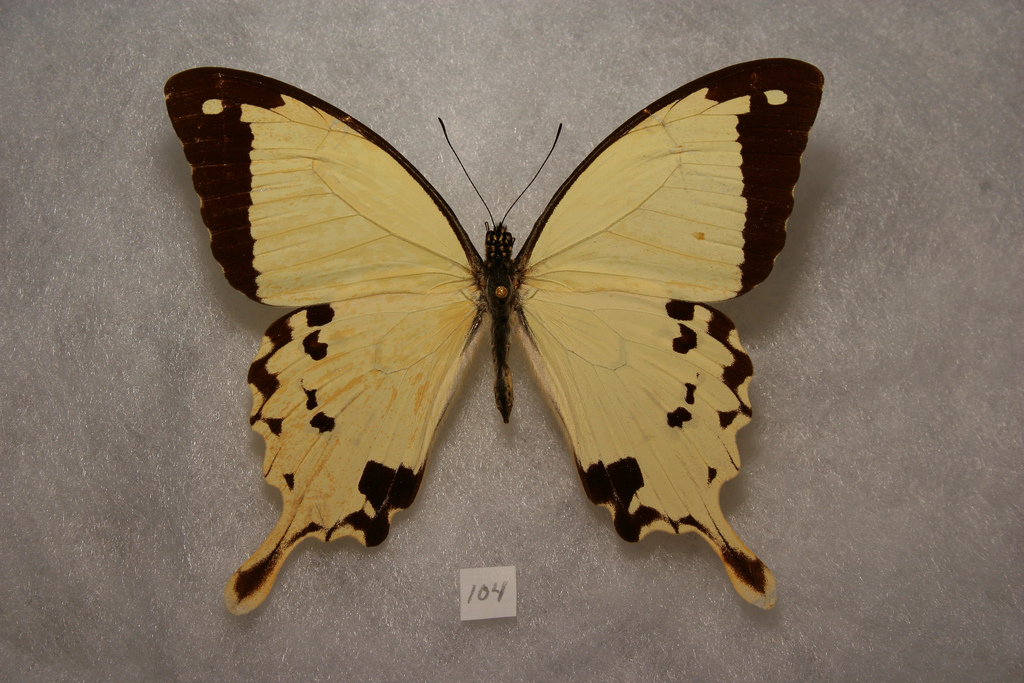
Papilio dardanus antinorii ♂
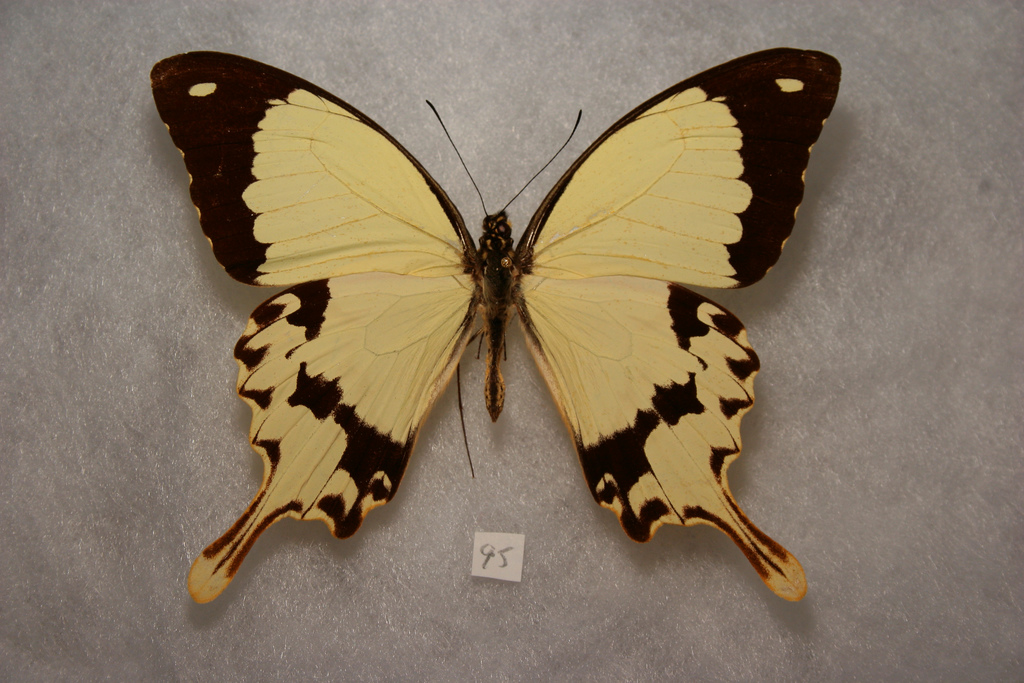
Papilio dardanus ochracea ♂, recto
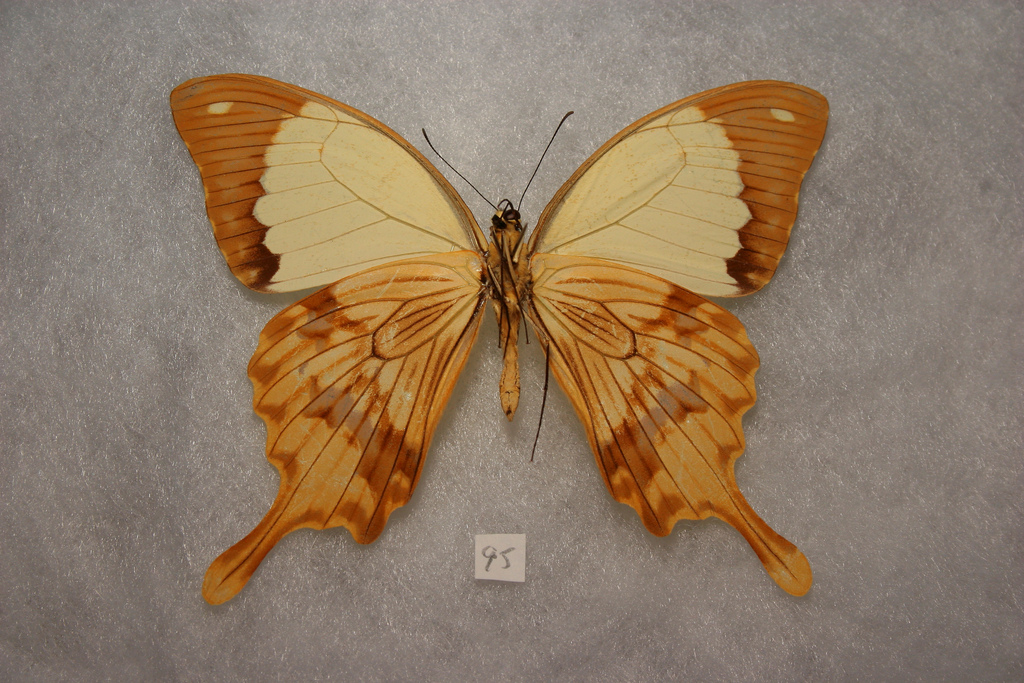
Papilio dardanus ochracea ♂, verso
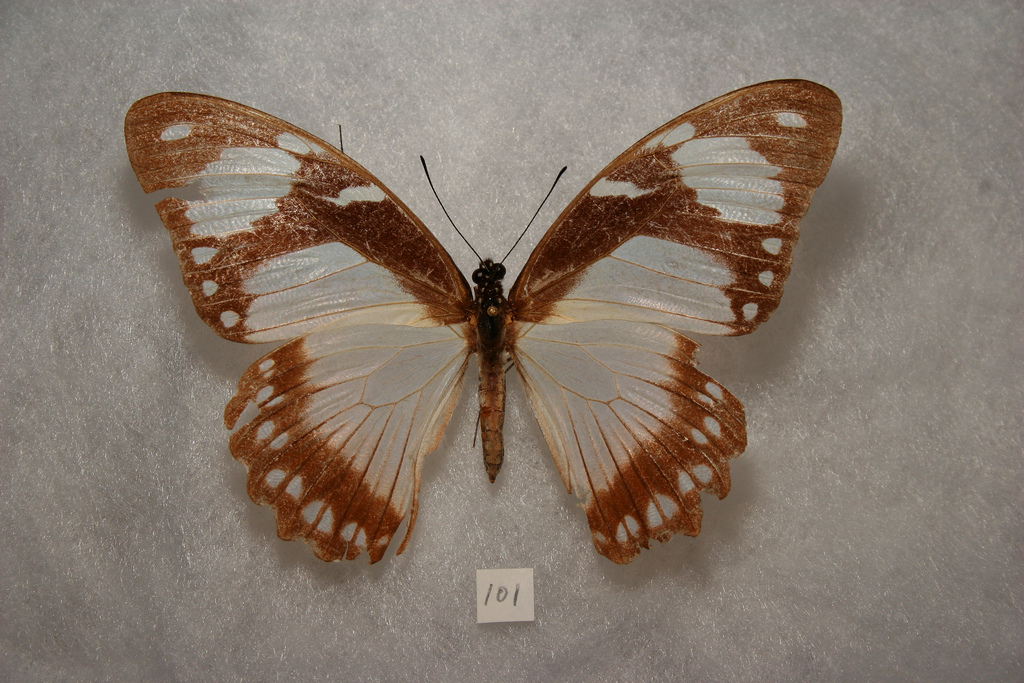
Papilio dardanus ochracea ♀, recto, forma bianca
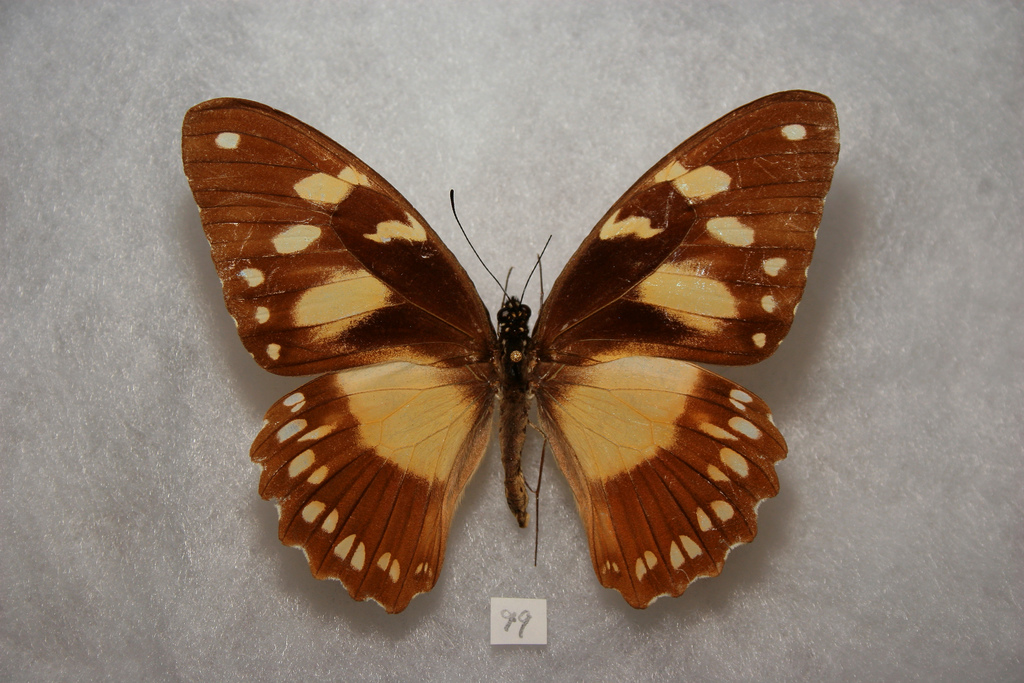
Papilio dardanus ochracea ♀, recto, forma arancione
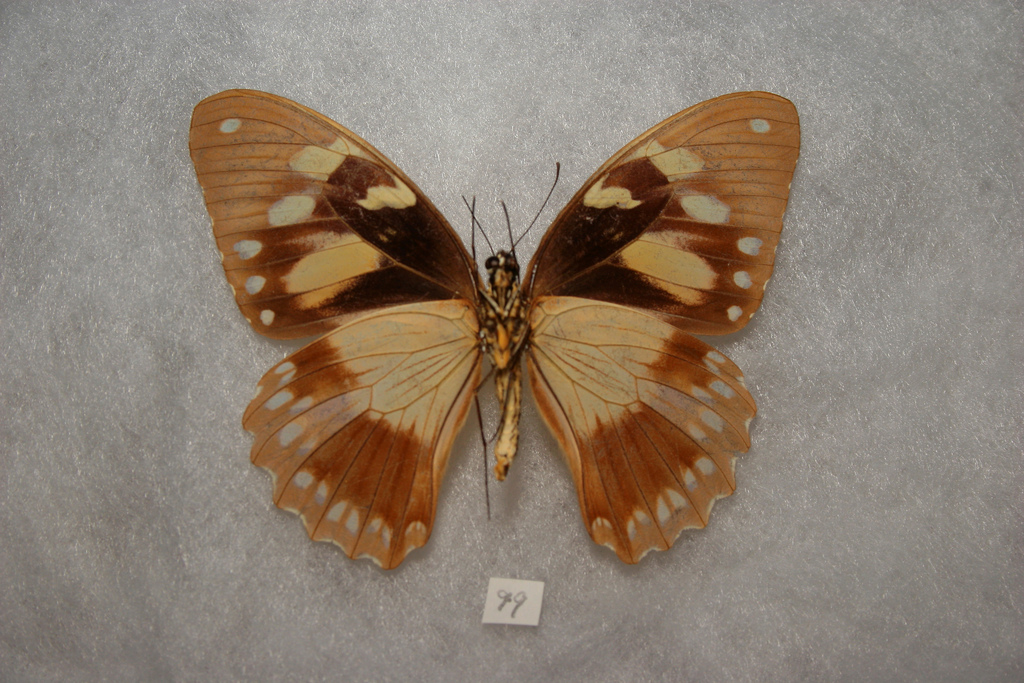
Papilio dardanus ochracea ♀, verso, forma arancione